# Papež Teodor II.
Teodor II. (latinsko Papa Theodorus Secundus; grško Πάπας Θεόδωρος Β΄), grški rimskokatoliški kardinal in papež; * okrog 840 Rim, (Lacij, Papeška država, Frankovsko cesarstvo danes: Italija), † 20. december 897 Rim (Papeška država, Sveto rimsko cesarstvo, danes: Italija) 

Papež je bil od 1. do 20. decembra 897. 

## Življenjepis
O njegovi mladosti je malo znanega. Rodil se je v Rimu in je bil torej Rimljan; njegov oče je bil Fotij, takrat najbolj učen človek vzhoda in vojskovodja, poznejši carigrajski patriarh; bil je brat škofa Teodozija in torej grškega porekla.  
Za duhovnika ga je posvetil Štefan V.  Ni znan točen datum njegovega rojstva; glede povzdignjenja na papeški sedež in njegove smrti obstajajo najverjetnejši podatki. Menijo, da je bil rojen okrog 840, a za papeža izvoljen 1. decembra ali v začetku decembra 897. 

## Papež
Za papeža je bil po odstavitvi ali umoru svojega krepostnega predhodnika Romana izvoljen v začetku decembra, 1. decembra ali konec novembra, in je papeževal do 20. decembra 897. Zanesljiv je podatek, da je bil papež le 20 dni.
V svojem kratkem pontifikatu, ki je trajal le 20 dni v decembru 897, je skušal v Rimu vzpostaviti red in pomiriti strasti. V svojem kratkem papeževanju je uspel sklicati rimski cerkveni zbor. Razveljavil je sklepe Mrliškega zbora, ki je obsodil rajnega papeža na izbris spomina, razglasil njegova posvečenja za neveljavna, truplo pa oskrunil in vrgel v reko Tibero. Od škofov in duhovnikov, ki jih je bil posvetil Formoz, je zahteval listine o neveljavnosti njihovega posvečenja in jih dal sežgati. Formozova posvetilna dejanja je razglasil za veljavna. Formozovo truplo, ki ga je našel prek videnja ob tiberski obali neki menih-puščavnik, in ga skrivaj po krščansko pokopal, je dal prenesti z vsemi častmi nazaj v njegov prejšnji grob in ga tako vdrugič pokopal v baziliki sv. Petra. 

O tem poroča letopisec Auxilius takole: 
»Po ukazu papeža Teodorja so Formozovo truplo, ki je bilo nestrohnjeno, medtem ko je duhovščina in ljudstvo pelo psalme in hvalnice, ob svetlobi bakel in zažiganju kadila z velikim zmagoslavjem v slovesni procesiji prenesli nazaj v mesto, ga oblekli v apostolska oblačila in v spremstvu papeža Teodorja prinesli v baziliko apostolskega prvaka Petra; tam so ga pokopali v papeški grob blizu Confessije.« 

### Dela
- »Documenta Catholica Omnia« (v latinščini). Pridobljeno 6. decembra 2011.
- Izdal je listino v prid patriarhu v Gradežu.
- Sklical je rimsko sinodo, ki je rehabilitirala Formoza in njegova posvetilna dejanja.

## Smrt in spomin
Umrl je po dvajsetdnevnem pontifikatu v Rimu, 20. decembra 897, ali januarja 898. 

Pokopali so ga v stari Baziliki sv. Petra. 

Zaradi rimskih spletk v zvezi z Mrliškim zborom in njegovimi posledicami nekateri sumijo, da je bil Teodor zaradi svoje odločne privrženosti Formozovi rehabilitaciji umorjen, saj poročajo, da je umrl nenadoma. 

### Ocena
- Njegov sodobnik kronist Frodoard pravi o papežu Teodoru II., da je bil priljubljen pri duhovščini, da je on sam ljubil in podpiral mir; živel je zmerno, čisto in dobrodelno do revežev. [9]
- Po smrti papeža Teodorja II. sta dva kardinala istočasno trdila, češ da sta izvoljena za papeža: Janez IX. in Sergij III.. Tekmeca je Janez IX. izobčil in so ga izgnali iz mesta, a je pozneje, leta 904, le postal papež. Janez IX. je sklical sinodo in potrdil Teodorjeve odločitve glede Formozove rehabilitacije in veljavnosti posvetitev; tudi je prepovedal sojenja ljudem po njihovi smrti. [10] Še pozneje pa je papež Sergij III. razveljavil zborovanja Teodora II. in Janeza IX., ter zopet uveljavil odločitve Mrliškega zbora. [11]
- Za papeže je bilo 10. stoletje zares temačno in ga po pravici imenujemo mračno stoletje. Brez cesarske zaščite so bili nemočni in prepuščeni muham rimskega in italijanskega plemstva, ki si je nadzor nad Cerkvijo pridobivalo tako, da je na njene položaje nastavljalo svoje sorodnike ali politične somišljenike; v svojem stremuštvu so nastavljali in odstavljali papeže, večkrat pa jim tudi stregli po življenju. Kronika, ki jo je napisal nemški škof Liutprand,[12] slika posvetnost na papeževem dvoru; vendar jo je treba brati s pridržkom, saj je bil pisec zelo protirimsko razpoložen in je zato dvomno, da je pisal nepristransko. [13] Mračno pa imenujejo to stoletje tudi zato, ker je bilo polno spletk in umorov, tudi na papeškem dvoru.